# Tamesguida
Tamesguida è un comune dell'Algeria, situato nella provincia di Médéa.